# Vassieux-en-Vercors
Vassieux-en-Vercors település Franciaországban, Drôme megyében. Lakosainak száma 338 fő (2022. január 1.). Vassieux-en-Vercors Bouvante, Chamaloc, La Chapelle-en-Vercors, Marignac-en-Diois, Saint-Agnan-en-Vercors és Saint-Julien-en-Quint községekkel határos.

## Népesség
A település népessége az elmúlt években az alábbi módon változott:
| Lakosok száma | 257  | 310  | 283  | 354  | 337  | 318  | 313  | 326  | 333  | 338  |
|               | 1968 | 1982 | 1990 | 2006 | 2013 | 2015 | 2017 | 2019 | 2020 | 2022 |